# Góra Opatrzności
Góra Opatrzności (326 m), na mapie Compassu opisana jako Kozieniec   – wzniesienie w prawych zboczach Doliny Sanki na Garbie Tenczyńskim na Wyżynie Krakowsko-Częstochowskiej. Znajduje się w Zrębach w północno-wschodniej części miejscowości Czułów, w województwie małopolskim, w powiecie krakowskim, w gminie Liszki.
Wschodnie stoki Góry Opatrzności opadają do Doliny Sanki, południowo-wschodnie do jej odgałęzienia – doliny Zimny Dół, w północno-zachodnie wcina się bezimienna dolina, a stoki południowo-zachodnie przechodzą w pokrytą polami uprawnymi wierzcowinę. Długi północno-wschodni cypel oraz stoki opadające do Zimnego Dołu porasta las, południowo-zachodnia część wzniesienia jest bezleśna. Na Górze Opatrzności znajduje się kościół.